# 石岡岩間バイパス
石岡岩間バイパス（いしおかいわまバイパス）は、茨城県の石岡市から笠間市に至る、国道355号バイパスである。

## 概要
石岡市から笠間市（旧岩間町）の区間は道路幅員が狭く、特に岩間市街地内は、道路が屈曲し見通しが悪い危険個所があるうえ、交通量の増加による交通渋滞が慢性化して幹線道路や生活道路としての機能が十分でなかった。このため、通過交通や生活道路の分散化、常磐自動車道岩間ICへのアクセス強化、地域の利便性の強化を目的に、1989年度（平成元年度）に事業化され、2010年に全線が開通した。
- 起点　茨城県石岡市根当
- 終点　茨城県笠間市下郷
- 全長　*.*km （石岡市根当-笠間市押辺間　延長7.85km）
- 道路幅員　暫定13m（完成25m）
- 車線数　暫定2車線（完成4車線）

## 沿革
- 1989年度 事業化
- 1990年度 用地買収に着手
- 1990年（平成2年）3月19日：西茨城郡岩間町大字押辺（主要地方道茨城岩間線） - 同町大字下郷（終点）のバイパス区間（4.166km）の道路区域が決定する[2]。
- 1991年（平成3年）2月14日：石岡市大字柏原 - 岩間町大字押辺（主要地方道茨城岩間線）のバイパス区間（8.858km）の道路区域が決定する[3]。
- 1992年（平成4年）1月16日：岩間町大字押辺（主要地方道茨城岩間線） - 大字土師（主要地方道水戸岩間線）間（約1.7km）を供用開始[4]。
- 1993年（平成5年）3月25日：岩間町大字土師 - 大字下郷間（約2.3km）供用開始[5]。
- 2000年（平成12年）12月5日：岩間町大字市野谷 - 大字押辺字上原間（0.5km）暫定2車線で供用開始[6]。
- 2002年（平成14年）3月27日：石岡市根当-石岡市東成井間（4.1km）暫定2車線で供用開始[7]。
- 2003年（平成15年）12月22日：石岡市石岡字根当地内（約0.2km）供用開始[8]。
- 2010年（平成22年）2月23日：石岡市東成井地内 - 笠間市市野谷地内間（2.7km）供用開始。これにより全線開通[9]。
- 2013年（平成25年）4月1日：石岡市大字東成井（東成井交差点） - 笠間市大字市野谷（茨城県道145号交点）の区間を、通行する車両の最大重量限度25トンの道路に指定[10]。

## 主な接続道路
- 茨城県道140号西小塙石岡線
- 茨城県道278号竹ノ内羽鳥停車場線
- 茨城県道145号上吉影岩間線
- 茨城県道43号茨城岩間線